# Plakiótissa
 (juin 2025).
Plakiótissa (grec moderne : Πλακιώτισσα) est une localité située dans le dème d'Archánes-Asteroússia, dans le district régional d'Héraklion, dans la périphérie de Crète, en Grèce.
Selon le recensement de 2021, elle compte 93 habitants.